# 奈半利町立奈半利中学校
奈半利町立奈半利中学校（なはりちょうりつ なはりちゅうがっこう）は、高知県安芸郡奈半利町乙にある公立中学校。

## 部活動
- 野球部
- 女子バスケットボール部
- 陸上部
- 卓球部
- 吹奏楽部
- 美術手芸部

## 専門部
- 生徒会
- 図書委員会
- 体育安全委員会
- 環境衛生委員会
- 文化放送委員会
- 代表委員会

## 周辺
- 奈半利町役場
- 奈半利町立奈半利小学校
- 奈半利郵便局
- 奈半利港
- 奈半利川
- 国道55号

## アクセス
- 土佐くろしお鉄道阿佐線（ごめん・なはり線） 奈半利駅から北西へ100m
- 高知東部交通バス 奈半利駅にて下車
- 国道55号・高知県道205号奈半利港線沿い

## 通学区域が隣接している学校
- 田野町立田野中学校
- 北川村立北川中学校
- 室戸市立羽根中学校